# Bernard Deyriès
 (mai 2020).
Si vous disposez d'ouvrages ou d'articles de référence ou si vous connaissez des sites web de qualité traitant du thème abordé ici, merci de compléter l'article en donnant les références utiles à sa vérifiabilité et en les liant à la section « Notes et références ».
Bernard Deyriès est un dessinateur, scénariste et réalisateur français né le 16 avril 1947 à Tours (Indre-et-Loire).

## Biographie

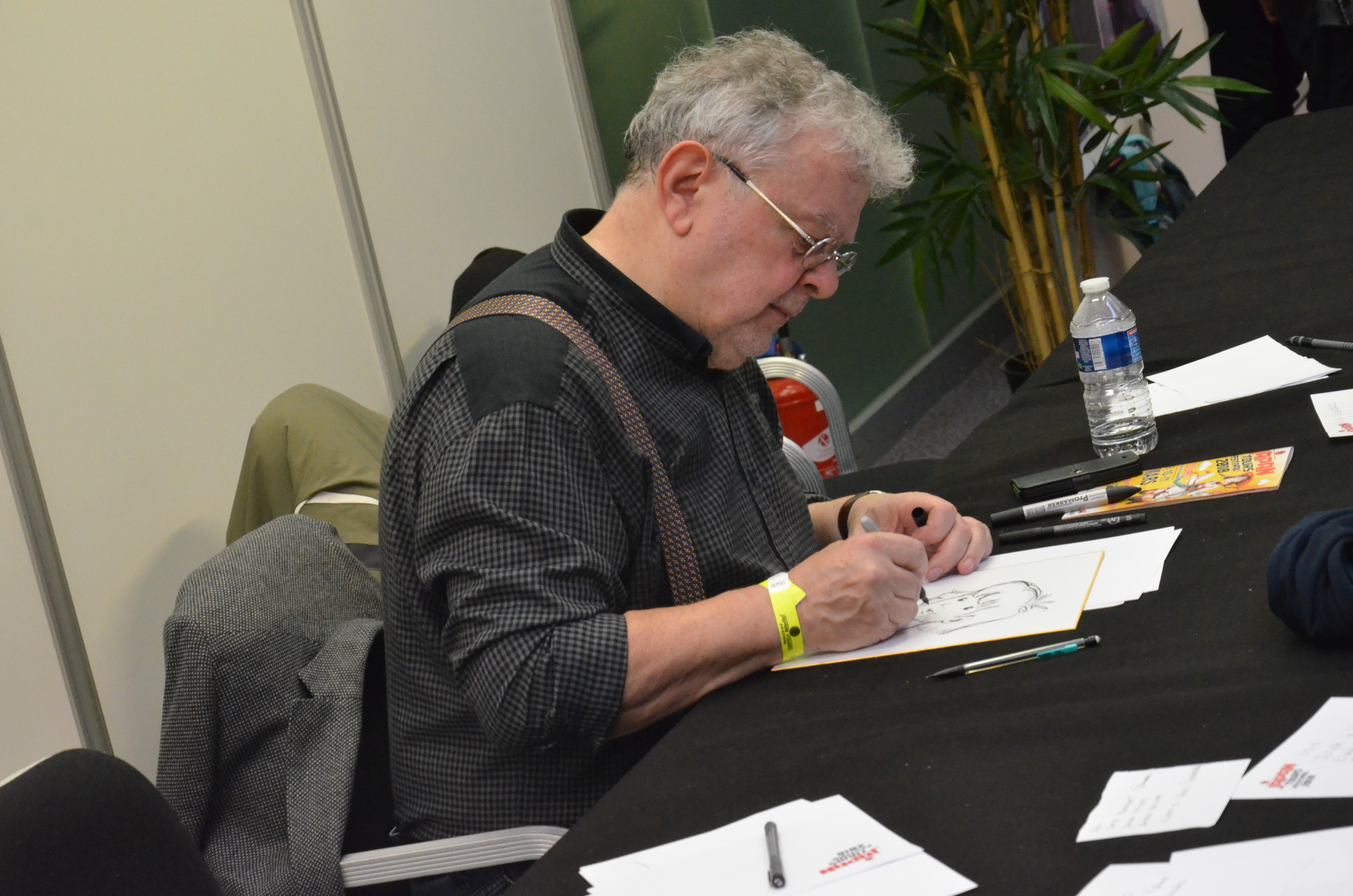
Bernard Deyriès au Japan Tours festival de 2018.

Dans les années 1960, il est étudiant à l'École Brassart de Tours. Il en deviendra quelques années plus tard le professeur principal puis le directeur. Ses premiers dessins seront publiés dans les fanzines Choc et Publi-Choc de Micberth.
Il entre à la Jeune Force poétique française pour y créer le service cinéma avec Jean-Paul Pineau. On notera un bref passage à ses côtés du réalisateur Patrice Leconte.
Il a commencé sa carrière professionnelle en 1974 avec Jean Chalopin dans la société DIC en réalisant des dessins animés publicitaires et des films institutionnels (comme Archibald le magicien), puis Jean Chalopin se tourne vers la production de séries en animation. En 1979, ce dernier part au Japon et monte Ulysse 31 avec la TMS (Tokyo Movie Shinsha). Ce fut la première coproduction franco-japonaise. Deyriès le rejoint.
Devant le succès d'Ulysse31, il sera considéré par la critique comme un grand dessinateur français[réf. nécessaire]. 
Avec Jean Chalopin, il coréalisera les séries  Ulysse 31, Les Mystérieuses Cités d'or, ainsi que Jayce et les Conquérants de la Lumière, MASK, Inspecteur Gadget, les Minipouss, et les Entrechats.
Il crée un centre de divertissement parisien avec Jean Chalopin : Planète magique. Bernard Deyriès y tient entre autres le poste de directeur artistique et fait partie de la société d'exploitation de la Gaîté-Lyrique. Le parc est ouvert au sein du théâtre de la Gaîté-Lyrique quelques mois, de 1989 à 1991. 
En 1990, il fonde avec Pascal Morelli Guy Delcourt et Christian Choquet une société de dessins animés : Story.

## Filmographie

### Réalisateur

#### Cinéma
- 1985 : Les minipouss, leur véritable histoire
- 1985 : Rainbow Brite and the Star Stealer
- 2001 : Petit Potam

#### Télévision
Séries télévisées
- 1981 : Ulysse 31
- 1982 : Les mystérieuses cités d'or
- 1983 : Inspecteur Gadget
- 1983-1985 : Les Minipouss
- 1984 : Kidd Video
- 1984 : Pole Position
- 1984-1985 : Blondine au pays de l'arc-en-ciel
- 1985 : Jayce et les Conquérants de la lumière
- 1985 : MASK
- 1985-1986 : Kissyfur
- 1986 : ABC Weekend Specials
- 1986 : Les Popples
- 1987 : Dame Boucleline et les Minicouettes
- 1987 : Barbie et les Rock Stars
- 1990 : Sophie et Virginie
- 1990 : The New Adventures of He-Man
- 1991 : Les Aventures de Tintin
- 1992 : Omer et le fils de l'étoile
- 1993 : Conan l'aventurier
- 1995 : Bamboo Bears
- 1998 : Les malheurs de Sophie
- 1998 : Petit potam
- 1999 : La princesse du Nil
- 2000 : Les ailes du dragon

Téléfilms
- 1985 : Robotman & Friends
- 1986 : The Kingdom Chums: Little David's Adventure
- 1987 : Barbie and the Rockers: Out of This World

### Scénariste

#### Télévision
Séries télévisées
- 1982 : Les mystérieuses cités d'or
- 1998 : Les malheurs de Sophie

### Producteur
- Petit Vampire